# عبد الله بن علي الماجد
عبد الله بن علي الماجد كاتب سعودي، وأديب ومؤرخ وناشر دار المريخ، مهتم باللغة العربية والأدب والتأريخ والجغرافيا.

## مولده ونشأته
هو عبد الله بن علي بن راشد الماجد المشاوية الدوسري ولد في سنة ١٣٦٨ هـ 1949 م بمحافظة الأفلاج بالمملكة العربية السعودية حيث التحق بالمدرسة الابتدائية في مدرسة أحمد بن حنبل ثم المرحلة المتوسطة وانتقل بعدها للمدينة الرياض لاكمال الدراسة في ثانوية المعهد الصناعي، وحصل على شهادة البكالوريوس في التاريخ من جامعة الإمام محمد بن سعود بالرياض بدرجة ممتاز.[بحاجة لمصدر]
يذكر أنه قرأ من الكتب أكثر من5000 كتاب في جميع الفنون ووجد نفسه في الأدب اذ عمل وتعلم من المؤرخ والاديب محمد حسين زيدان والمؤرخ والاديب حمد الجاسر والشيخ ابوعبدالرحمن بن عقيل الظاهري.

## أعماله
رأس الأقسام الأدبية في مجلة ''اليمامة''، وجريدة ''الرياض''[بحاجة لمصدر] وعمل في قطاع وزارة المعارف وجامعة الملك سعود، والتحق بهيئة تحرير مجلة ''الدارة'' ومجلة ''العرب''، ثم اسس دار المريخ بجمهورية مصر ثم افتتح لها فروع بالمملكة العربية السعودية بالرياض والدمام وجدة
- أول لقاء اجراه مع الشلهوب الذي شارك مع الملك عبد العزيز في صحيفة اليمامة[2]
- كاتب زواية في جريدة الجزيرة[بحاجة لمصدر]
- كاتب زواية في جريدة الرياض[3]
- قدم أول برنامج تلفزيوني في القناة الأولى بالمملكة العربية السعودية وهو (واجة الصحافة) وأول لقاء كان مع وزير الزراعة الشيخ [[عبد الرحمن آل الشيخ|عبدالرحمن ال الشيخ[بحاجة لمصدر]]]
- قدم برنامج اذاعي في اذاعة المملكة العربية السعودية في مطلع السبعينات (بلادي) يعنى بمواقع جغرافية بالمملكة العربية السعودية استمر لثلاث سنوات[بحاجة لمصدر]
- من البحوث والمؤلفات:(عن نجيب محفوظ) (ومقالات عبدالله الناصر)(الربان النجدي أحمد بن ماجد) (الربان سليمان المهري ومؤلفاته في علمي الملاحة والفلكية) ومن مؤلفته (كتاب صوت الخيام) بقراءة مختلفة إعادة دراسه تتناول حقيقه الرباعيات وكتاب (البناء داخل الجدران القديمة) وكتاب (فلسفة الكوز) تأليف عبد الله الماجد وابي عقيل الظاهري وكتاب عن (الهيصمية) وهي مدينة قديمة مندثرة بالأفلاج واعتمد فيه على المصادر الجغرافية القديمة والمعاينة الميدانية للموقع.[4]

- ومن أعماله أنه ترجم وحقق كتاب (قلب جزيرة العرب) عبد الله فيلبي.[5]

وقد اختار له الدكتور مرزوق بن تنباك في (موسوعة الأدب العربي السعودي الحديث.. نصوص مختارة ودراسات) المجلد الثالث (المقالة) مقال (قصة عشق) واعتبر عبد الله الماجد ضمن جيل التجديد. بها يحكي قصته مع الكتابة، وذكر في ترجمته

## مناصب وانجازات
1. إنشاء دار المريخ للنشر[7][8]
2. مجلة المكتبات والمعلومات العربية 1981[9]
3. مجلة العصور 1986
4. عمل في الدارة الملك عبد العزيز أمين مساعد مع محمد حسين زيدان[بحاجة لمصدر]
5. انضم لأول مجلس إدارة لنادي الرياض الأدبي[بحاجة لمصدر]
6. شارك بدار نشر «المريخ» في العديد من معارض الكتاب الدولي[8]
7. فاز بجائزة في معرض الكتاب الدولي في فرانكفورت بألمانيا[10]